# Christian Friedrich Ruppe
Œuvres principales
- Cantates de Noël et de Pâques (1796-1797)
- Twaalf stukjes uit de gedichtjes voor kinderen door mr. H. van Alphen (1824)

Christian Friedrich Ruppe, aussi Christianne Friedrich Roupe, né le 22 août 1753 à Salzungen en Saxe-Meiningen et mort le 25 mai 1826 à Leyde aux Pays-Bas, est un compositeur et musicien néerlandais d’origine allemande.

## Biographie
Il était issu d’une famille de musiciens. Si son père, en plus d’exercer son métier de chapelier et facteur d'orgue et de pianos, était également organiste à Wildprechtsrode, son frère, Friedrich Christian (1771–1834), était violoniste, pianiste et compositeur à la cour de Meiningen. On est peu renseigné sur la jeunesse de Ruppe. Il se fit enregistrer comme étudiant de philologie à l’université de Leyde le 20 juin 1787. Un an plus tard, il devint organiste de l'Église luthérienne au Hooglandse Kerkgracht. Lors de sa nomination, l'orgue s’avérait en si mauvais état que Ruppe plaida pour la construction d’un nouvel instrument ; non sans résultat d’ailleurs car, déjà le 19 avril 1790, le nouvel orgue, construit par Andries Wolferts de Rotterdam, fut solennellement inauguré et cela, selon un article de journal, par un concert donné par un orchestre réunissant une grande variété d'instruments. L’œuvre composée à cette occasion est peut-être le concerto pour orgue en ut majeur de Ruppe, dont on ne conserve qu’un extrait pour clavier du XIXe siècle.
Le 18 octobre 1790, l'université de Leyde le nomma ordinaris musicant (directeur et professeur de musique). Il épousa Christina Chalon, fille de Hendrik Chalon, premier violon de l'orchestre du théâtre néerlandais à Amsterdam.
Si, dans son Lexikon der Tonkünstler (publié en 1790-1792), Ernst Ludwig Gerber lui reproche de multiples imitations de style de Johann Schobert, ses œuvres n’en furent pas moins très prisées.
C’est aussi à l’initiative de Ruppe que l’on doit la fondation, en 1796, d’un chœur mixte, composé de jeunes filles et garçons de l’Orphelinat du Saint-Esprit, dit aussi Pauvre Orphelinat, du Hooglandse Kerkgracht à Leyde. Le chœur chante à trois voix, sans celle de ténor. Ruppe participa, entre autres, aux concerts de charité au profit de son propre orphelinat, assisté par des instrumentistes de La Haye, de la cour du stathouder (cordes, bois) et des fanfares militaires (cuivres, timbales).
C’est également pour le chœur de l’orphelinat que Ruppe écrivit, pour l'année ecclésiastique 1796-1797, une cantate de Noël et une autre pour Pâques. Les paroles néerlandaises sont d'un poète inconnu. Il s’agit des Zangstukken op 's Heilands geboorte et les Gezangen voor het Paaschfeest (Chants sur la naissance du Rédempteur et Chants pour Pâques), retrouvés en 1987 par l’archiviste Sander den Haan. Ces deux cantates pour solistes et chœur furent écrites avec accompagnement de grand orchestre. La Cantate de Noël fut créée en décembre 1796 à l'Église de Hoogland. Selon Zeeuws Archief, après leur première représentation, elles furent reprises, en tout état de cause, en Hollande et en Zélande entre 1800 et 1820. Si ses cantates religieuses, d’une distribution orchestrale de grande envergure, comptent parmi ses œuvres les plus importantes, il s’agit ici aussi des seules à avoir été conservées. Certains morceaux des cantates se rapprochent de l’œuvre de Haydn, alors que d’autres indiquent l’influence de Grétry ou de Johann Christian Bach.
Issues de sa pratique comme musicien d'église sont les Zangwijzen van de Psalmen en Gezangen de 1801, harmonisations à trois voix, ainsi que pour orgue ou clavier, des psaumes et cantiques de l'Église réformée, les 45 Præludia et 276 Interludes ainsi que 4 Fugues (1802) et les Zangwijzen der Evangelische Gezangen qui sont des mises en musiques de cantiques évangéliques avec accompagnement d’orgue, de pianoforte ou de clavecin (1806).
Les mises en musique des Odes d'Horace, de 1803, étaient sans doute destinées à une société de chant, Zanggezelschap, fondée à Leyde en 1800. L’unique opéra(-comique) de Ruppe, Galathée (de 1804), dont on ne connaît plus que le livret, fut écrit pour la troupe d'opéra française de La Haye.
Ruppe résumait ses années de formation musicale à l'université dans son ouvrage en deux volumes sur la théorie de la musique contemporaine, Theorie der hedendaagsche muzyk (1809-1810), dans laquelle il renvoie à maintes reprises à Die Kunst des reinen Satses (1774-1779) de Johann Philipp Kirnberger.
Ses ouvertures d’inspiration nationaliste (les Ouvertures turque, tartare et grecque) devancèrent largement les œuvres pour orchestre plus tardives du romantisme.
En 1815, il créa sa Grande bataille de Waterloo, une pièce pour piano qui devint un grand succès.
Le 13 mai 1816, après avoir travaillé 26 ans comme professeur à l'université de Leyde, Ruppe y fut nommé chargé de cours (lector) de musique par le roi Guillaume I. La même année, sa femme mourut. Il se remaria avec Johanna Petronella Reyers.
Douze petits poèmes pour enfants par Hieronymus van Alphen, arrangés pour chant et piano-forte et encore populaires dans les années 1840, sont conçus comme des pièces de musique de chambre, ainsi que le furent plusieurs autres pièces musicales, comme des trios, des sonates pour violon et des pièces pour piano.
Atteint d’une affection oculaire et de rhumatismes, Ruppe mourut à l’âge de 72 ans, le 25 mai 1826, à Leyde. Il fut enterré à Katwijk.

## Ressources

### Sélection d’œuvres
- Grand trio pour clarinette, basson et clavier, op. 2, Éd. Surbiton, Surrey, Angleterre. Rosewood Publications, 2000
- Six Sonates pour le Clavecin ou le Pianoforte avec accompagnement d'un Violon et Violoncelle pour clavier, violine et violoncelle, op. 2
- Trois Sonates pour le Clavecin ou le Pianoforte avec accompagnement d'un Violon et Violoncelle pour clavier, violine et violoncelle, op. 4
- Douze sonatines pour le clavecin ou piano-forte avec accompagnement d'un violon, à l'usage des commençants, op.9
- Dix-huit Pièces pour Orgue ou Piano-Forte (1798), op. 10, Erve Muziek, Gorssel (2016)
- Drei Sonaten für Flöte oder Violine und Klavier, op. 11, Éd. Albersen, La Haye (ca. 1950)
- Chasse, composée pour le piano-forte, op.15
- Trois ballets caractéristiques pour le piano-forte, op. 17 (ca. 1810)
- Ouverture turque, op. 20
- La Métamorphose ou Le changement des Chenilles en Papillons; Fantaisie pour le Piano-Forte avec accompagnement de Flute ou Violon (ad Libitum) op.22
- La Grande Bataille de Waterloo, ou de la Belle-Alliance (fait historique) composée pour le piano-forte, op. 23 (1815)
- Sonate pour le Pianoforte, Violon et Violoncelle, mi bémol majeur, op. 26
- Sonate pour le Pianoforte avec accompagnement de Violon et Violoncelle, ré mineur, op. 27
- Ouverture tartare, op. 28
- Thème avec huit variations pour le pianoforte, op.29 (1820)
- Six sérénades pour le pianoforte, op.31
- Twaalf stukjes uit de Gedichtjes voor kinderen door mr. H. van Alphen. Op muzijk gebragt voor den zang en piano-forte, op.33 (vers 1824)
- Iö Vivat, air favori, varié pour le pianoforte, op.35 (1826)

### Sources et bibliographie sélective
- (nl) Meijer, Theodorus Josephus. Een lector in de toonkunde: Christian Friedrich Ruppe, 1968, p. 24.
- (nl) Molhuysen, Philipp Christiaan, et Petrus Johannes Blok (dir.), Nieuw Nederlandsch Biografisch Woordenboek, Leyde, A.W. Sijthoff, 1911, vol. I, p. 1447-1449.
- (nl + en) Ruppe, Christian Friedrich. Dixhuit Pièces pour Orgue ou Piano-Forte, Leiden 1798, avec une introduction par J.J. Steensma (Gorssel 2016).
- (nl) Ruppe, Christian Friedrich. Theorie der hedendaagsche muzijk, Groningue, Oomkens, 1808, 1re et 2e parties, vol. XIIII, p. 186.
- (nl) Ruppe, Christian Friedrich. Twaalf [Tweede, Derde, Vierde twaalftal] gezangen gecomponeerd voor drie stemmen [avec orgue], Leyde, Herdingh, 181-?, 4 vol.
- (nl) Ruppe, Christian Friedrich. Zangwijzen der evangelische gezangen, bij de Hervormde Kerk in gebruik; geschikt voor het orgel, forte-piano of clavier.

### Discographie
- Cantate de Noël : Psaume 98 – Adagio – Cantate Andante Maestoso – Aria, Larghetteo con espressione - Coro, Larghetto – Recitativos – Duetto – Coro - De Lofzang der Engelen - Coro Finale Maestoso + Cantate de Pâques : Psaume 118: 11-14 – Jezus verreezen - Paaschlied - Jezus opstanding - Psaume 150: 1, 2, 3 (label NM, DDD, 95), 14 juillet 1999
- La Grande Bataille de Waterloo, Daniel Propper, piano (L'Echo des batailles, Forgotten Records, fr 16/17P, 2012)
- 2020 : Christmas Cantata et Easter Cantata par Musica ad Rhenum et l'Ensemble Bouzignac